# Life thru a Lens
Life thru a Lens bio je prvi solo album Robbiea Williamsa nakon napuštanja benda Take That, a objavljen je 1997. godine
U početku ovaj album nije pozitivno prihvaćen od publike i nakon jedva mjesec dana je nestao s top-ljestvica, što je upućivalo da solo karijera možda nije za Williamsa. Tek izlaskom singla "Angels" stvari su se promijenile. Sam singl, iako nije bio na vrhu top 3, zadržao se 27 tjedana na top-ljestvici i postao najprodavaniji Robbiev singl s prodanih 868,000 kopija.
Album se nakon toga vratio na top-ljestvice i postao prvi od osam Williamsovih broj jedan albuma. Trenutno se nalazi na 58. mjestu najprodavanijih albuma ikada u Velikoj Britaniji s prodajom od 2,075,000 primjeraka.
Njegova solo karijera je započela obradom pjesme "Freedom", Georgea Michaela (Robbieva obrada pjesme "Freedom" osvojila je drugo mjesto na top-ljestvici, što je bilo 26 mjesta više od Michaelova originala), ali taj single nije uključen na albumu Life Thru A Lens. Uspješni singlovi s ovoga albuma su: "Old Before I Die" (broj 2 na top-ljestvici), "Lazy Days" (no.8), "South Of The Border" (broj 14), "Angels" (broj 4) i "Let Me Entertain You" (broj 3). 

## Popis pjesama
1. "Lazy Days" – 3:54
2. "Life Thru A Lens" – 3:07
3. "Ego A Go Go" – 3:31
4. "Angels" – 4:24
5. "South Of The Border" – 3:53
6. "Old Before I Die" – 3:53
7. "One Of God's Better People" – 3:33
8. "Let Me Entertain You" – 4:21
9. "Killing Me" – 3:56
10. "Clean" – 3:53
11. "Baby Girl Window" – 3:16

## Vanjske poveznice
- allmusic.com - Life thru a Lens